# Station Červenka zastávka
Železniční zastávka Červenka zastávka (Nederlands: Spoorweghalte Červenka zastávka) is een station in de Tsjechische gemeente Červenka. Het station ligt aan spoorlijn 273 (die van Červenka, via Litovel, Senice na Hané en Kostelec na Hané, naar Prostějov loopt). Červenka zastávka is nieuw opgenomen in de dienstregeling sinds 2017. Het station is onder beheer van de SŽDC en wordt bediend door stoptreinen van de České Dráhy. Naast de spoorweghalte Červenka zastávka ligt ook het station Červenka in de gemeente Červenka.
Červenka ↔ Červenka zastávka ↔ Litovel ↔ Litovel město ↔ Litovel předměstí ↔ Myslechovice ↔ Cholina ↔ Odrlice ↔ Senice na Hané zastávka ↔ Senice na Hané ↔ Náměšť na Hané ↔ Drahanovice ↔ Slatinice ↔ Třebčín ↔ Kaple ↔ Čelechovice na Hané ↔ Kostelec na Hané ↔ Prostějov místní nádraží ↔ Prostějov hlavní nádraží